# 罪犯側寫
罪犯側寫 / 犯罪側寫（英語：offender profiling）是一種行為調查方法，用以協助調查人員側繪未知犯罪對象或罪犯。罪犯側寫亦可被稱為「罪犯性格側寫」、「犯罪學側寫」、「行為側寫」或是「犯罪調查分析」；地緣剖繪（Geographical profiling）也是罪犯側寫的方法之一。

## 定義
Holmes and Holmes（2008）列出了罪犯側寫的三項首要目標：
- 提供執法單位罪犯的社會與心理評估。
- 提供執法單位根據從罪犯財產中所發現所有物做出的心理評估。
- 在審訊過程提供建議與談話策略。

Ainsworth (2001)提出四種主要側寫方法：
- 地緣剖繪：分析犯罪時間點與犯案地點的模式以找出犯人的寓所或工作場所。
- 調查心理學：借鏡分析心理學理論，藉由審視現行犯案行為與做案風格，判定犯案者的特徵。
- 類型學：觀察犯案現場的特定特徵，接著根據各種典型特有特徵將罪犯歸類。
- 臨床心理學：利用精神病理學與臨床心理學，判斷犯案者是否患有精神疾病或心理失常。

罪犯側寫的五個程序：
1. 全盤分析罪犯行為的類型與本質，並比對從前曾犯下類似案件的罪犯。
2. 深度分析犯案現場。
3. 分析受害者的出身背景與作息活動，尋找可能的犯案動機以及罪犯與被害者的關聯。
4. 分析誘發犯人犯下該起罪案的可能因素。
5. 根據觀察到的特徵建構疑犯的側繪，可對照過去的案件。

在現代犯罪學中，罪犯側寫一般被視為調查科學的第三波浪潮：
- 第一波浪潮是線索研究，於19世紀由蘇格蘭場率先採用。
- 第二波浪潮著重研究罪案本身。
- 第三波浪潮為罪犯心理研究。

罪犯側寫是藉由分析罪案本質以及犯案手法來找出犯案者的一種方法，根據罪犯於作案前、作案時以及作案後的行為抉擇，判斷罪犯的人格組成。將這些資訊與相關細節及實體證據的特徵整合，再與已知的性格類型以及心理異常現象比較，便可建構出實用的犯案者側繪。一般將罪犯心理側寫視為定位嫌犯的一種方式，用以辨識犯人精神、情緒以及性格上的特徵，最常見的是從犯人的行為或遺落在犯案現場的物品來判斷。如在泰德·邦迪（Ted Bundy）犯下的連續殺人案中，專攻罪犯心理的精神病理學家理察德‧B.‧賈維斯博士（Richard B. Jarvis）便預測了邦迪的可能年齡範圍、性心理變態以及過人的才智。
另一個應用罪犯側寫的案例是「綠河殺人魔」蓋瑞·里昂·李吉維（Gary Leon Ridgway）。當時在聯邦調查局擔任調查員的約翰·艾德華·道格拉斯（John Edward Douglas）呈交了一份12頁的罪犯側寫報告，敘述犯人有以下特徵：
- 可能為白人男性，曾和女人有不正常感情經驗。
- 做事極有組織性，因為他會藏匿屍體，而且似乎對綠河一帶很熟悉。
- 性格狡猾，會在被害人身上綁重石使之沉入河中以藏匿屍體。
- 有交通工具，機動性強。
- 會再次犯案。
- 可能會如其他連續殺人犯在調查期間聯絡警方表示願意協助辦案。

然而，針對李吉維所做的這份罪犯側寫不完全符合實際狀況，例如李吉維不像報告中所述喜愛戶外活動或者無法與他人建立親密關係；他雖然不常從事戶外活動，以前卻常與其中一任前妻到綠河一帶，且和最後一任妻子關係密切。
有一類罪犯側寫稱之為「連鎖分析」（linkage analysis）。根據Gerard N. Labuschagne（2006），連鎖分析的定義是「用以判定連續案件由同一罪犯所犯下之可能性的行為分析」，主要用在無法蒐集實體證據（如DNA）的情況下，藉由蒐集犯人的作案手法（modus operandi）、儀式性或是妄想式的行為表現及犯案特徵（signature）等面向的犯罪模式資料，建立起連鎖分析的研究基礎。（作案手法指犯人殺害被害人的習慣與癖好，犯案特徵則是指連續兇殺案中每起個案的獨特相似點。）
Labuschagne提到，在蒐集以及整合這幾方面的犯罪模式資料時，調查員必須致力於下列五項評估程序：
1. 多蒐集不同來源的研究資料。
2. 反覆審閱資料並找出連續罪案中每一例個案的重要特徵。
3. 將找到的重要特點分為「作案手法」、「儀式性行為」或「兩者皆是」。
4. 比較連續罪案中的作案手法以及儀式性/妄想式特點，以判定是否有特殊犯案特徵。
5. 將研究所得彙編成罪犯側繪報告。

## 歷史
罪犯側寫最早可追溯至中古世紀，當時的審訊官利用這種方式來找出異端份子。
1912年紐約拉卡瓦納市一位心理學家在演講中分析一起當地男童Joey Joseph的謀殺案。他根據犯人寄到警局及Joseph家嘲弄他們的明信片做出側繪，警方後來據此逮捕了約翰‧法蘭克‧西奇並將他定罪。
1940年代，警方倚重心理健康專業人士所做的罪犯側寫協助辦案。不久詹姆斯·布魯塞爾（James A. Brussel）受命分析「紐約瘋狂炸彈客」的資訊，並做出一份精準的罪犯側繪。這起事件吸引了FBI的注意力，並促使他們以布魯塞爾的側寫方式為基礎繼續發展罪犯側繪的技術。

## 著名罪犯側寫師

### 湯瑪斯‧邦德
1880年代，英國外科醫師湯瑪斯·邦德側繪出開膛手傑克的人格特質。他以警方法醫的身分參與了瑪莉‧凱莉（Mary Kelly，據信為開膛手傑克最後一名受害者）的驗屍解剖，並在1888年11月10日的筆記中提到這一連串謀殺案的性本質中都帶有厭惡女人以及暴怒的情緒。邦德醫師試圖重建當時的謀殺案並詮釋罪犯的行為模式，很快就交出罪犯的人格特徵側寫報告協助警方調查。他在測繪中表示當時在該地所發生的七件謀殺案中有五件應該是由同一犯人獨力犯案。這名不知名罪犯健壯、冷靜而大膽，可能正值中年，外表看來安靜無害，衣著整潔，在公開場合也許會穿著斗篷以掩蓋犯行在身上留下的血跡。他是一個獨行俠，沒有固定職業，特立獨行，而且情緒反覆不穩，甚至可能罹患了一種叫作"Satyriasis"的病症，也就是今日所說的性慾亢進或是喜愛濫交的性異常症狀。邦德醫師認為罪犯並沒有解剖學方面的專業知識，不可能是醫生或是屠夫。除此之外，他還推論此罪犯與殺害艾莉絲‧麥肯錫（Alice McKenzie）的兇手為同一人。

### 沃特‧查爾斯‧蘭格
1943年，美國戰略情報局（OSS）局長威廉·唐諾文少將（William Joseph Donovan）請波士頓心理分析學家沃特‧查爾斯‧蘭格博士做一份納粹德國領袖阿道夫·希特勒（Adolf Hitler）的心理側寫，希望能推測出希特勒戰敗後可能採取的行動。透過希特勒的演講、其自傳《我的奮鬥》（Mein Kampf）、與認識希特勒的人進行的會談以及約400份相關著作，蘭格博士完成了這份戰時報告。後來戰略情報局把這份報告銷密，蘭格博士於1972年連同其他相關資料一併出版了《希特勒的心理》一書（中國翻譯為《希特勒的心态-战时秘密报告》），測繪希特勒可能的行為特徵以及對德國輸掉第二次世界大戰可能有的反應。側寫中指出希特勒對自己的外表一絲不苟、保守到了過份拘謹的程度。他身體強健，最害怕梅毒和病菌，自認是世界風潮的領導者與掌旗手。希特勒有時會陷入躁鬱症的狂躁期，很少運動，總是一面嘴裡吹著進行曲，一面沿斜對角線穿越房間。雖然缺乏相關證據，不過蘭格博士認為希特勒的身體健康狀態相當好，不太可能自然死亡，然而精神狀態則可能持續惡化。根據蘭格博士的看法，他不會逃到中立國去，但也無法忍受落入同盟國聯軍的手中。
這份側寫報告還指出希特勒有戀母情結，急於向母親證明自己的男子氣概，並有性被虐狂式的嗜糞症與嗜尿症。他痛恨知識份子與特權份子，但喜愛古典音樂、輕歌舞劇和華格納（Wilhelm Richard Wagner）的歌劇。希特勒有強烈的虐待狂傾向，喜歡看危險的馬戲團表演；此外，比起與人對話，他更常發表長串獨白，且無法與他人建立親密關係。因為希特勒似乎患有妄想症，他的心理結構很可能在面臨強烈打擊時徹底崩壞，所以最可能的事態發展是他會自殺，不過也可能讓忠實追隨者爲他施行安樂死。

### 詹姆斯·布魯塞爾
1940年至1956年間，一名連續炸彈客在美國紐約市多處公共場合放置炸彈製造恐怖威脅，電影院、電話亭、無線電城音樂廳（Radio City Music Hall）、中央車站（Grand Central Terminal）以及賓州車站（Pennsylvania Station）都成了下手地點。警方無計可施，只好在1956年請當時擔任紐約州心理保健助理處長的格林威治村精神病學家詹姆斯·布魯塞爾為他們做一份該炸彈客的罪犯側寫。布魯塞爾博士研究了犯罪現場的照片，分析了這個「瘋狂炸彈客」寄給媒體的信件，不久便提出一份鉅細靡遺的罪犯測繪。他認為這名罪犯應該是胖碩的中年男子，未婚但也許和手足同住。他來自康乃狄克州，移民出身，信奉羅馬天主教，是熟練的技術人員；對母親抱有近乎偏執的依戀，因此對父親懷恨在心。此外布魯塞爾博士還特別指出這名犯人對紐約市的愛迪生電力公司挾有私人恩怨，所以才會把該公司位於第67街的總部當作第一個放置炸彈的目標；他甚至告訴警方，那名犯人在警察找到他時「很有可能穿著雙排扣西裝，扣子全都扣上。」
根據布魯塞爾博士的側寫，警方鎖定了對愛迪生公司心懷憤懣的前任或現任員工，最後追蹤到住在康乃狄克州沃特伯里市的喬治‧默特斯基（George Metesky），1930年代他曾在愛迪生公司任職。默特斯基在1957年1月就逮而且立刻便對犯行坦承不諱。當警方見到身材稍胖、單身、生於國外又是天主教徒的默特斯基時，發現布魯塞爾博士所提供的側繪幾乎分毫不差，而且正如他所預測的，默特斯基遵照警察吩咐返房換裝回來後，身上穿的正是扣得好好的的雙排扣西裝。
布魯塞爾博士在1957年至1972年間協助紐約市警局做了包括謀殺案在內許多案件的罪案側繪，也曾和其他調查部門合作。波士頓警方更根據他的罪犯側寫逮捕了艾爾伯特·迪塞佛，也就是惡名昭彰的連續姦殺犯「波士頓絞殺魔」，媒體因此將布魯塞爾博士封為「沙發上的福爾摩斯」。
然而作家麥爾坎·葛拉威爾（Malcolm Gladwell）曾撰文批評罪犯側寫，認為這種辦案方法一點也不科學，只是利用模稜兩可的措辭讓各種詮釋都能說得通。對於布魯塞爾博士所做的側寫，他表示：「布魯塞爾根本不懂瘋狂炸彈客的心理，他只是裝得一副自己很懂的樣子。如果你胡亂丟出一堆預言，錯的很快就會被大家忘記，但是對的卻會讓你一夕成名。他成功矇對並不代表鑑證分析取得了一大勝利，不過是唬人的把戲罷了。」

### 約翰·艾德華·道格拉斯
約翰·艾德華·道格拉斯（John E. Douglas）是美國聯邦調查局著名特工，對抓捕美國連環殺手居功至偉，有「現代福爾摩斯」的美譽。在美國聯邦調查局行為分析小組的前身行為調查支援科中負責主管一職。1977年，約翰調入行為科學科，1978年，FBI正式批准行為科學科為各地警方人員提供罪犯心理側寫的諮詢，約翰成為了第一個專職側寫的FBI探員。1990年，約翰任行為科學科主管，正式將其更名為調查支援科（BAU）。他於1995年退休之後所寫的《心理神探》（Mindhunter）一書，美劇《犯罪心理》編劇也參考了書中的很多案例。其他著作包括：《犯罪分類手冊》、《從哈佛來的大學殺手》、《破案之神》、《黑暗之旅》、《惡夜執迷》等。

### 其他
- 哈沃爾德·D·德坦（英语：Howard Teten）（Howard D. Teten）
- 理察·沃特（Richard Walter）與鮑勃·大衛·開普（英语：Robert D. Keppel）（Robert David Keppel）
- 羅伯特·瑞瑟勒（英语：Robert Ressler）（Robert K. Ressler）
- 大衛·V·坎特（英语：David Canter）（David V. Canter）

## 相关條目
- 《犯罪心理》（Criminal Minds）：一齣以罪犯側寫為主要題材的美國電視影集。
- 《暴雨殺機》（Heavy Rain）：一齣以罪犯側寫專家為主角的互動式電影遊戲。
- 行為分析小組：以側寫追蹤連環殺手的著名部門